# Алкалаев, Владимир Константинович
Влади́мир Константи́нович Алкала́ев (1 [13] октября 1894, Везенберг, Эстляндская губерния — 20 июня 1938 года, расстрельный полигон «Коммунарка», Московская область) — юрист, альпинист, специалист по спортивному стрелковому оружию.

## Биография
Владимир Константинович Алкалаев родился в Везенберге в 1894 году. При рождении носил двойную фамилию — Алкалаев-Калагеоргий, однако после революции, как и большинство его ближайших родственников, оставил лишь первую часть фамилии.
Отец — Константин Константинович Алкалаев-Калагеоргий (1866 — ок. 1921), выпускник Императорского училища правоведения (1888), сын Константина Николаевича Алкалаева-Калагеоргия (1825—1885), ярославского полицмейстера. Мать — Агата (Агафья) Ивановна Корх (1871—1941), внучка П. Н. Замятнина. В семье было четверо детей: Людмила (1892 — ок. 1980), Владимир и близнецы Константин (1901—1973) и Елена (1901—1986).
В. К. Алкалаев, как и его отец, окончил Императорское училище правоведения (1916, с присвоением чина IX класса); по окончании училища — вольноопределяющийся артиллерии.
Работал помощником начальника учебного отдела спортивного общества «Динамо», занимался вопросами развития альпинизма в обществе, неоднократно совершал восхождения на Кавказе в Приэльбрусье. Опубликовал пособие для инструкторов стрелкового спорта.
Во время большого террора был обвинен Военной коллегией Верховного суда СССР в шпионаже (в рамках дела альпинистов). Арестован 31 января 1938 года. Расстрелян на московском полигоне НКВД «Коммунарка» 20 июня 1938 года. Реабилитирован 23 марта 1959 года, определением Военной коллегии Верховного суда СССР.
Был женат, детей не имел.

## Память
13 ноября 2016 года в Москве на здании по адресу Тверская улица, д. 12, строение 1 (бывш. улица Горького, д. 38), где проживал Алкалаев, в рамках проекта «Последний адрес» была установлена памятная табличка.